# Kammasandra, Bangalore South
Kammasandra là một làng thuộc tehsil Bangalore South, huyện Bangalore Urban, bang Karnataka, Ấn Độ.